# Vera Mulder
Vera Mulder, född 1948, är en svensk konstnär.
Mulder inledde sin bana som grafisk formgivare men har sedan 1980-talets mitt skapat illustrationer för skönlitterära verk, tidskrifter, dagstidningar och läromedel.